# Pteraster capensis
Pteraster capensis is een zeester uit de familie Pterasteridae.
De wetenschappelijke naam van de soort werd in 1847 gepubliceerd door John Edward Gray.